# Бернар Кушнер
Бернар Кушнер (фр. Bernard Kouchner) је француски лекар, политичар и дипломата, јеврејског порекла. Рођен је 1. новембра 1939. године у Авињону. Завршио је медицински факултет и специјализовао гастроентерологију. Ожењен је новинарком Кристином Окрант са којом има сина, а има и четворо деце из првог брака.
Од 1968. године је радио као волонтер у Међународном комитету Црвеног крста, а 1971. је постао један од оснивача хуманитарне невладине организације Лекари без граница. Учествовао је као лекар у великом броју мисија широм света, а бавио се и писањем књига и сценарија за филмове и телевизијске серије. Године 1981. је напустио ову организацију и основао другу под називом Лекари света.
Политичку каријеру је започео као члан Француске комунистичке партије, из које је избачен 1966. године. Ушао у владу Мишела Рокара 1988. године иако није био члан Француске социјалистичке партије, а био је задужен за социјална питања. Године 1992. долази на позицију министра здравља. Након тога, 1994. године је наставио политичку каријеру у Европском парламенту. Када је Лионел Жоспен постао премијер 1997. године, Кушнер је по други пут именован за министра здравља. Од 1999. до 2001. је био на месту шефа цивилне мисије Уједињених нација за Косово и Метохију, а на предлог генералног секретара Кофија Анана. Са ове дужности је сишао 21. јануара 2001. и убрзо је по трећи пут именован за министра здравља француске владе, где је остао до избора следеће године. Био је кандидат за високог комесара за избеглице Уједињених нација 2005, али је на ту позицију изабран бивши португалски премијер Антонио Гутерес. Следеће године се кандидовао за генералног директора Светске здравствене организације, али је у финалном кругу изгубио од кинеског противкандидата. Након избора Николе Саркозија за председника Француске 2007. године, Кушнер је постављен на место министра спољних послова у влади Франсоа Фијона.